# Łukasz Usowicz
Łukasz Usowicz (ur. 13 sierpnia 1997) – pochodzący z Dzierżoniowa, polski siatkarz, reprezentant Polski, grający na pozycji środkowego.
Nie pochodzi ze sportowej rodziny. W dzieciństwie szukał dyscypliny dla siebie. Grał w piłkę nożną, koszykówkę. Ostatecznie postawił na siatkówkę. 
15 maja 2024 roku zadebiutował w kadrze narodowej Polski w towarzyskim meczu z reprezentacją Niemiec w katowickim Spodku.

## Sukcesy klubowe
I liga:
- 2023[11]

Liga włoska:
- 2025[12]

Liga Mistrzów:
- 2025[13]

## Sukcesy reprezentacyjne
Liga Narodów:
- 2024[14]